# Tvisztán
A tvisztán (IUPAC néven: triciklo[4.4.0.03,8]dekán) szerves vegyület, képlete C10H16. A legegyszerűbb diamondoid, az adamantán izomerje, és utóbbi vegyülethez hasonlóan kevéssé illékony. Nevét onnan kapta, hogy a molekuláját alkotó gyűrűk a ciklohexán csavart kád (angolul twist-boat) konformációjába vannak kényszerülve. A tvisztánról elsőként Whitlock számolt be 1962-ben.

## Előállítása
Több szintézise is ismert. Az eredeti, 1962-es eljárás biciklo[2.2.2]oktán szerkezetből indult ki. Egy 1967-es publikációban egy cisz-dekalin diketon intramolekuláris aldolkondenzációs reakcióját írták le. A baszketán hidrogénezésének terméke.

## Szimmetriája
Egyetlen szimmetriaművelete a forgatás, 3 darab kétfogású szimmetriatengelye létezik – ezeket a bal oldali ábra mutatja –, így a D2 pontcsoportba tartozik.
Bár a tvisztánban négy sztereocentrum található, csak két enantiomerje létezik, mivel a C2 tengely mentén a molekula szimmetrikus.

## Politvisztán
A politvisztán egymáshoz kapcsolódó tvisztánegységekből álló hipotetikus polimer, melynek szintézise még várat magára.

## Fordítás
Ez a szócikk részben vagy egészben  a   Twistane című angol Wikipédia-szócikk ezen változatának fordításán alapul.  Az eredeti cikk szerkesztőit annak laptörténete sorolja fel. Ez a jelzés csupán a megfogalmazás eredetét és a szerzői jogokat jelzi, nem szolgál a cikkben szereplő információk forrásmegjelöléseként.